# Nassauvia serpens
La víbora (Nassauvia serpens) es una especie de planta con flor en la familia Asteraceae.
Es endémica de las irredentas islas Malvinas.
Sus hábitats son los arbustales templados y costas rocosas. Está amenazada por pérdida de hábitat. 

## Sinonimiadel género
- Calopappus Meyen

## Fuente
- Broughton, D.A. & McAdam, J.H. 2003. Nassauvia serpens. 2006 IUCN Lista Roja de Especies Amenazadas; bajado 22 de agosto de 2007